# Buskia repens
Buskia repens är en mossdjursart som beskrevs av Charles Henry O'Donoghue 1923. Buskia repens ingår i släktet Buskia och familjen Buskiidae. Inga underarter finns listade i Catalogue of Life.